# René Dary
René Dary (6è districte de París, 18 de juliol de 1905 – Lo Plan de Cucas, 7 d'octubre de 1974) va ser un actor cinematogràfic, televisiu i teatral de nacionalitat francesa.

## Biografia
El seu veritable nom era Anatole Antoine Clément Mary, i va néixer en París, sent el seu pare l'artista de cafè-concert Abélard, conegut com el Comique Idiot.
Va ser un dels actors francesos que va iniciar la seva carrera cinematogràfica més jove. Se'l va veure a la pantalla gran, en l'època del cinema mut, des dels tres anys d'edat i sota el nom de Bébé Abelard, sota la direcció de Louis Feuillade. Amb ell va rodar prop de vuitanta curtmetratges en tres anys.
A partir de 1916 va debutar en escena al costat de Lucien Guitry, encara que aviat va deixar el món del teatre per a ajudar el seu pare a gestionar una sala de cinema en un barri de París. No obstant això, més tard va tornar al teatre, sent intèrpret de les obres Le Temps des cerises (de J.L. Roncoroni), Marius (de Marcel Pagnol) i Ce soir à Samarcande (de Jacques Deval).
Entre els seus papers cinematogràfics més destacats figuren el de Nestor Burma en 120, rue de la Gare, Riton, el còmplice de Jean Gabin a Touchez pas au grisbi, i l'alcalde a Les Risques du métier, amb Jacques Brel. Dels seus començaments van destacar les seves actuacions en Le Révolté (1938) i a Le Carrefour des enfants perdus (1943).
Bon esportista, René Dary també va ser boxador als anys 1930 amb el nom de Kid René, dedicant-se a més al music-hall amb el pseudònim René Duclos. Dary va participar en operetes com Normandie, de Paul Misraki, i Trois valses, d'Oscar Straus. Entre 1934 i 1937 va formar part de l'elenc del Théâtre des Bouffes-Parisiens.
Considerat un probable substitut de Jean Gabin, que havia abandonat França durant l'Ocupació, va ser un dels diversos actors de moda de l'època (Suzy Delair, Junie Astor, Danielle Darrieux, Albert Préjean, Viviane Romanç, etc.) que van viatjar a Berlín convidats pel govern alemany.
Dary va ser també actor televisiu, participant en sèries com Les Cinq Dernières Minutes, als episodis On a tué le mort i Les Enfants du Faubourg, però no va ser fins a 1965 que va adquirir una gran notorietat en encarnar al comissari Ménardier en la cèlebre sèrie Belphégor ou le Fantôme du Louvre, de Claude Barma, amb Juliette Gréco i François Chaumette. També va ser el comissari Lefranc en set episodis de la sèrie Les Compagnons de Baal, en 1968.
L'última vegada que va rodar per a la pantalla gran va ser en 1968, en la pel·lícula Goto, l'île d'amour, de Walerian Borowczyk, i la seva actuació televisiva final va arribar en 1974 amb Une affaire à suivre.
Secundari al llarg de tota la seva carrera, va ser epítom del francès petit, lluitador i amb mal humor, encara que de bon cor. A més de la seva faceta interpretativa, Dary també va escriure novel·les, com Express 407.
René Dary va morir en 1974 a Lo Plan de Cucas, França, i fou sebollit a L'Illa de Veniça.

## Filmografia

### Cinema mut
- 1910 : Le Louis de vingt francs de Louis Feuillade
- 1910 : Série des Bébé direcció de Louis Feuillade

(01): Bébé apache, (02): Bébé fume, (03) : Bébé moraliste, (04) : Bébé nègre, (05) : Bébé pêcheur
- 1911 : Série des Bébé direcció de Louis Feuillade

(06) : Bébé à la ferme o Bébé campagnard, (07) : Bébé a la peste, (08) : Bébé a le béguin o Bébé reçoit le coup de foudre, (09) : Bébé a lu la fable o L'aveugle et le paralytique, (10) : Bébé agent d'assurances, (11) : Bébé au Maroc, (12) : Bébé candidat au mariage, (13) : Bébé chemineau, (14) : Bébé corrige son père, (15) : Bébé court après sa montre, (16) : Bébé devient féministe, (17) : Bébé est au silence, (18) : Bébé est myope, (19) : Bébé est neurasthénique, (20) : Bébé est socialiste, (21) : Bébé est somnambule, (22) : Bébé est sourd, (23) : Bébé et la Danseuse, (24) : Bébé et le vieux marcheur, (23) : Bébé et sa propriétaire, (24) : Bébé et ses grands-parents, (25) : Bébé et son âne, (26) : Bébé fait chanter sa bonne, (27) : Bébé fait du cinéma, (28) : Bébé fait son problème, (29) : Bébé fait visiter Marseille, (30) : Bébé flirt, (31) : Bébé Hercule, (32) : Bébé hypnotiseur, (33) : Bébé la terreur, (34) : Bébé marchand des quatre saisons, (35) : Bébé marie son oncle, (36) : Bébé millionnaire, (37) : Bébé philanthrope, (38) : Bébé pratique le jiu-jitsu, (39) : Bébé prestidigitateur, (40) : Bébé protège sa sœur, (41) : Bébé roi o bébé fils d'empereur, (42) : Bébé tire la cible, (43) : Bébé veut imiter Saint-Martin, (44) : Bébé fait une fugue, (45) : Le Noël de Bébé,
- 1911 : Le Suicide de Bébé de Louis Feuillade
- 1911 : Le Bracelet de la marquise de Louis Feuillade
- 1912 : Série des Bébé direcció de Louis Feuillade

(46) : Bébé adopte un petit frère, (47) : Bébé artiste capillaire, (48) : Bébé chez le pharmacien, (49) : Bébé colle les timbres, Bébé n'aime pas sa concierge, (50) : Bébé est perplexe, (51) : Bébé est ange gardien, (52) : Bébé et la Carpe reconnaissante, (53) : Bébé et la Lettre anonyme, (54) : Bébé et la levrette, (55) : Bébé et le financier, (56) : Bébé et le Satyre, (57) : Bébé fait du spiritisme, (58) : Bébé jardinier, (59) : Bébé et la Gouvernante ou Bébé et sa gouvernante anglaise, (60) : Bébé juge, (61) : Bébé marie sa bonne, (62) : Bébé pacificateur, (63) : Bébé persécute sa bonne, (64) Bébé roi des policiers, (65) : Bébé se noie, (66) : Bébé s'habille tout seul, (67) : Bébé soigne son père, (68) : Bébé trouve un portefeuille, (69) : Bébé veut payer ses dettes, (70) : Bébé victime d'une erreur judiciaire, (71) : Bébé voyage, (72) : Bébé, Bout de Zan et le Voleur, (73) : Bout de Zan revient du cirque, (74) : C'est Bébé qui boit le muscat, (75) : Les Chefs d'œuvre de Bébé, (76) : Napoléon, Bébé et les Cosaques,
- 1912 : La Cassette de l'émigrée de Louis Feuillade
- 1912 : Le Petit Poucet de Louis Feuillade
- 1913 : Les Ananas / La Culture des ananas de Louis Feuillade
- 1913 : Série des Bébé de Louis Feuillade

(77) : Bébé en vacances o Bébé s'en va, (78) : Bébé se venge

### Cinema sonor
- 1934 : Sidonie Panache de Henry Wulschleger
- 1935 : Le Train de 8 heures 47 de Henry Wulschleger
- 1936 : Hélène de Jean-Benoît Lévy : Marcel
- 1936 : À nous deux, madame la vie d'Yves Mirande et René Guissart
- 1937 : Nostalgie de Victor Tourjansky : le capitaine
- 1937 : Le Mensonge de Nina Petrovna de Victor Tourjansky : Boris
- 1938 : Le Révolté de Léon Mathot : Pimaï
- 1938 : Un fichu métier de Pierre-Jean Ducis
- 1938 : S.O.S. Sahara de Jacques de Baroncelli : Delini
- 1938 : Une femme a menti, curtmetratge d'André Hugon
- 1939 : Le Café du port de Jean Choux : René Mahy
- 1939 : Nord-Atlantique de Maurice Cloche : Barnes
- 1939 : Sidi-Brahim de Marc Didier : Jean Varin
- 1939 : Moulin rouge d'André Hugon : Lequérec
- 1941 : Mélodie pour toi de Willy Rozier : René Sartène
- 1942 : Forte Tête de Léon Mathot : René Rocher
- 1942 : Port d'attache de Jean Choux : René
- 1942 : À la belle frégate d'Albert Valentin : René
- 1942 : Huit hommes dans un château de Richard Pottier : M. Paladine
- 1943 : Le Carrefour des enfants perdus de Léo Joannon : Jean Victor
- 1943 : Après l'orage de Pierre-Jean Ducis : René Sabin
- 1944 : Bifur 3 de Maurice Cam : Georges
- 1946 : 120, rue de la Gare de Jacques Daniel-Norman : Nestor « Dynamite » Burma
- 1947 : Le Fugitif de Robert Bibal : Fred
- 1948 : Le Diamant de cent sous de Jacques Daniel-Norman : Clive Morgan
- 1948 : Cité de l'espérance de Jean Stelli : Pierre Maufranc
- 1949 : L'Inconnue n°13 de Jean-Paul Paulin : René Saverny
- 1949 : Suzanne et ses brigands d'Yves Ciampi : René Seguin
- 1949 : Un certain monsieur d'Yves Ciampi : Le Pouce, membre de la bande
- 1949 : Cinq tulipes rouges de Jean Stelli : Pierre Lusanne
- 1950 : L'Inconnue de Montréal de Jean Devaivre : Pierre Chambrac
- 1954 : Touchez pas au grisbi de Jacques Becker : Henri « Riton » Ducros
- 1956 : Dans les griffes des Borgia (La notte del grande assalto) de Giuseppe Maria Scotese
- 1957 : L'Or de Samory de Jean Alden-Delos
- 1958 : Péché de jeunesse de René Thévenet et Louis Duchesne : oncle Léon Berthier
- 1959 : Y'en a marre d'Yvan Govar : Franz
- 1960 : Les Mordus de René Jolivet : Le Goff
- 1960 : Les Amours d'Hercule (Gli Amori di Ercole), de Carlo Ludovico Bragaglia : le général
- 1961 : La Peau et les Os de Jean-Paul Sassy et Jacques Panijel : le directeur
- 1961 : De quoi tu te mêles, Daniela ! de Max Pécas : Lanzac
- 1961 : Napoléon II, l'Aiglon de Claude Boissol
- 1962 : Jusqu'à plus soif de Maurice Labro : Bardin
- 1962 : Peur panique (Règlements de comptes) de Pierre Chevalier : Brazier
- 1964 : Passeport diplomatique agent K 8 de Robert Vernay : le chef de la DST
- 1965 : Piège pour Cendrillon d'André Cayatte : le docteur Doulin
- 1966 : Le Feu de Dieu de Georges Combret
- 1966 : L'Horizon de Jacques Rouffio : le père
- 1967 : Les Risques du métier d'André Cayatte : le maire
- 1968 : Goto, l'île d'amour de Walerian Borowczyk : Gomor

### Televisió
- 1959 : Les Cinq Dernières Minutes, episodi |On a tué le mort de Claude Loursais : M. Villevert
- 1961 : L'Exécution de Maurice Cazeneuve
- 1963 : Le Théâtre de la jeunesse : Mon oncle Benjamin de René Lucot
- 1963 : La Route (feuilleton) de Pierre Cardinal
- 1963 : La caméra explore le temps, episodi L'Affaire Calas de Stellio Lorenzi : David de Beaudrigue
- 1964 : Le Théâtre de la jeunesse : La Sœur de Gribouille d'après La Sœur de Gribouille de la comtessa de Ségur, direcció en 2 parts Yves-André Hubert
- 1964 : La caméra explore le temps : Le drame de Mayerling : l’emperador Francesc Josep
- 1965 : Le Théâtre de la jeunesse : Sans-souci ou Le Chef-d'œuvre de Vaucanson d'Albert Husson, réalisation Jean-Pierre Decourt
- 1965 : Belphégor ou le Fantôme du Louvre (serial) de Claude Barma : el comissari Ménardier
- 1967 : série Le Tribunal de l'impossible - episodi La Bête du Gévaudan d'Yves-André Hubert : le curé du Malzieu
- 1968 : Les Cinq Dernières Minutes, episodi Les Enfants du faubourg de Claude Loursais : Jules
- 1968 : Eugénie Grandet d'Alain Boudet : Félix Grandet
- 1968 : Les Compagnons de Baal de Pierre Prévert : le commissaire principal Lefranc
- 1968 : Un taxi dans les nuages : 1 episodi
- 1972 : Pot-Bouille d'Yves-André Hubert : Bachelard
- 1974 : Une affaire à suivre d'Alain Boudet : le PDG
- 1974 : Jack de Serge Hanin : Monsieur Bélissaire

## Teatre
- 1937 : Trois Valses de Léopold Marchand i Albert Willemetz, direcció Pierre Fresnay, théâtre des Bouffes-Parisiens
- 1943 : L'École des faisans de Paul Nivoix, théâtre de l'Avenue
- 1960 : La Logeuse de Jacques Audiberti, direcció Pierre Valde, théâtre de l'Œuvre
- 1962 : Le Temps des cerises de Jean-Louis Roncoroni, direcció Yves Robert, théâtre de l'Œuvre
- 1965 : À travers le mur du jardin de Peter Howard, direcció Marc Gassot, théâtre des Arts
- 1965 : La Vérité suspecte de Pedro de Alarcon, direcció Marie-Claire Valène, Festival de Montauban